# Acyrthosiphon gossypicola
Acyrthosiphon gossypicola är en insektsart. Acyrthosiphon gossypicola ingår i släktet Acyrthosiphon och familjen långrörsbladlöss. Inga underarter finns listade i Catalogue of Life.